# Carlos Acosta

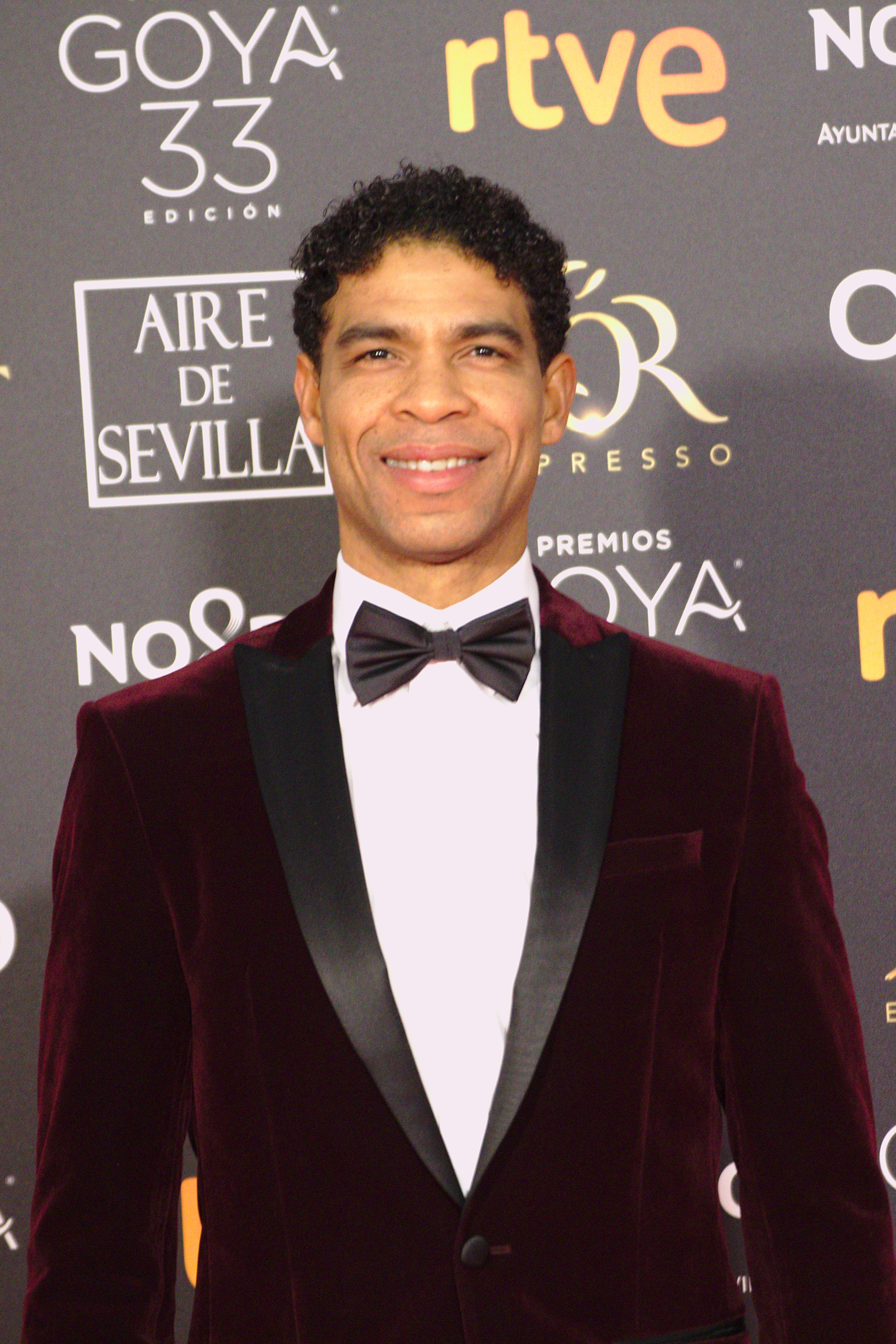
Carlos Acosta (2019)

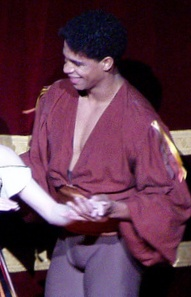
Carlos Acosta (2008)

Carlos Acosta CBE (geboren am 2. Juni 1973 in Havanna) ist ein kubanischer Balletttänzer und Choreograf.

## Leben und Wirken

### Laufbahn als Balletttänzer
Acosta wurde 1973 auf Kuba geboren. Als 11. Kind einer verarmten Familie wuchs er in einem der ärmsten Stadtteile Havannas auf. Von seinem Vater, der seine Begabung früh erkannte, gezwungen, besuchte er die nationale Ballett-Schule in Havanna und schloss seine Ausbildung 1991 erfolgreich ab.
Ab 1989 tanzte Acosta weltweit in zahlreichen Kompanien, unter anderen beim English National Ballet, dem kubanischen Nationalballett und dem Royal Ballet in London. Er hat verschiedene Auszeichnungen gewonnen, darunter 1990 die Goldmedaille beim Prix de Lausanne.
Acosta hat als Gast unter anderem beim American Ballet Theatre (2002), mit dem Paris Opera Ballet und in zahlreichen Kompanien in Europa, Nord- wie Südamerika, Japan und Australien getanzt.
Im Mai 2014 kündigte er seinen altersbedingten Rückzug als klassischer Balletttänzer für das Ende der Spielzeit 2015/2016 an. Er werde ab September 2015 am Royal Ballet die Hauptrolle in einer neuen, von ihm selbst geleiteten Inszenierung von Georges Bizets Oper Carmen tanzen und nach Saisonende nur noch in zeitgenössischen Stücken auftreten.

### Weitere Tätigkeiten
Als Choreograf hat Acosta zu Originalmusik von Miguel Nuñez auf autobiografischem Hintergrund Tocororo – A Cuban Tale geschaffen. Die Entstehung des Werks wurde 2003 in einer BBC-Dokumentation unter dem Titel „Imagine“ – Carlos Acosta: The Reluctant Ballet Dancer dargestellt.
2011 gründete er die gemeinnützige Stiftung Carlos Acosta International Dance Foundation, die sich um die Eröffnung einer eigenen Ballettschule in Havanna bemüht. Zu diesem Zweck sollen die unvollendeten und seit 1961 verfallenden Gebäude auf dem Gelände der Escuelas Nacionales de Arte im Stadtteil Cubanacán, die ursprünglich für das kubanische Nationalballett Alicia Alonsos vorgesehen waren, mit Hilfe des Architekten Norman Foster weiter- und umgebaut werden.
Im Sommer 2015 rief er junge kubanische Tänzer auf, sich an zwei Augusttagen in Havanna zum Vortanzen für eine neue Ballettcompagnie aus sechs Tänzerinnen und sechs Tänzern einzufinden, die er in seiner Heimatstadt aufbauen wollte.
Im September 2018 feierte der Film Yuli der spanischen Regisseurin Icíar Bollaín seine Premiere beim Filmfestival San Sebastián. Am 17. Januar 2019 war deutscher Kinostart. Das Biopic erzählt von Acostas Anfängen in der staatlichen Ballettschule in Kuba und seinem Aufstieg zu einem der besten Tänzer der Welt.
Im Januar 2019 wurde bekannt, dass Carlos Acosta die künstlerische Leitung des Birmingham Royal Ballet übernehmen solle, was Anfang Januar 2020 erfolgt ist.

## Filmografie
- 2004: Dance Cuba: Dreams of Flight, Dokumentation, USA/Kuba
- 2009: New York, I Love You
- 2012: ¡Hasta la Vista, Sister!
- 2018: Yuli, Biografie – Regie: Icíar Bollaín

## Werke
- Pig's Foot. Roman. Ins Englische übersetzt von Frank Wynne, Bloomsbury 2013
- No Way Home: A Cuban Dancer’s Story. Autobiographie. HarperCollins, New York 2007, ISBN 978-0-00-725783-6.
  - Deutsche Ausgabe: Kein Weg zurück. Die Geschichte eines kubanischen Tänzers. Aus dem Englischen übersetzt von Matthias Müller. Schott Music, Mainz 2008, ISBN 978-3-7957-0192-5.